# Мамулища
Мамулища или Мемлища (на албански: Memëlisht, Мемелищ) е село в Албания, в община Поградец, област Корча.

## География
Селото е разположено на четири километра северно от Поградец на западния бряг на Охридското езеро. Селото се намира на 675 m надморска височина.

## История

### Етимология
Според академик Иван Дуриданов името е първоначалното *Момълишти, на патроним на -ишти < -itji от личното име Момъл(о), а формата Мемлища вероятно е под влияние на диалектното мемла, „ням човек“.

### Средновековие
Селото е споменато в грамота на сръбския цар Стефан Душан от 1342 - 1345 година като Момлишта: „Момлишта сєло и сєлиштє Морозвижда“.

### В Османската империя
Според Васил Кънчов („Македония. Етнография и статистика“) в XIX век Мамулища е албанско мюсюлманско село в Старовска каза на Османската империя.
На Етнографската карта на Битолския вилает на Картографския институт в София от 1901 година Мамулища е чисто албанско мюсюлманско село в Старовската каза на Корчанския санджак със 17 къщи.

### В Албания
След Междусъюзническата война в 1913 година селото попада в Сърбия.
До 2015 година селото е част от община Одунища.

## Личности
Родени в Мамулища
- Лири Сейтлари (р. 1957), албанска поетеса